# バーゼルSBB駅

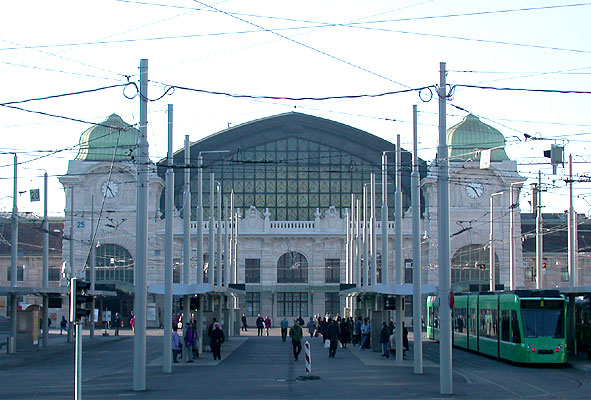
バーゼルSBB駅と中央駅前広場

バーゼルSBB駅（バーゼルSBBえき、ドイツ語: Bahnhof Basel SBB、まれに中央駅（Centralbahnhof）と呼ばれることもある）は、スイス、バーゼルにあるヨーロッパ最大の国境駅である。スイス国内の列車とドイツへの長距離列車、パリへのTGVはここバーゼルSBB駅を発着している。フランスのアルザス地方へ向かう地方列車は、隣接するバーゼルSNCF駅を発着している。このため、プラットホーム上に出入国管理のためのゲートが設けられている。ドイツへ向かうローカル列車は、バーゼルのもう1つのターミナル駅であるバーゼル・バディッシャー駅を発着している。
ネオバロック調の正面玄関を持つ駅舎は1905年から1907年にかけてエミール・ファエシュ (Emil Faesch) とエマニュエル・ラロッシュによって建設されたものである。

## 歴史
バーゼルに最初に到達した鉄道はストラスブール・バール鉄道 (StB: Chemin de fer Strasbourg-Bâle) （バールはバーゼルのフランス語名）であり、1844年のことであった。続いて1845年に同社のアルザス線の駅が初めて城壁内に設置された。これによりバーゼルはスイスで初めて鉄道が敷設された町となった。
鉄道の敷設後、バーゼルでは今後鉄道の建設を続行してスイス中央部やゴッタルド峠方面へ延伸すべきかどうかについて熱心な議論が行われた。
さらに北方のマンハイム・カールスルーエ方面からラインタール線が線路を延ばしてきて、1851年にはスイス国境の町ヴァイル・アム・ラインのハルティンゲン (Haltingen) 地区まで到達した。
1853年にバーゼルで、経済的な中心であるスイス中央部の州へ連絡するために、スイス中央鉄道が設立された。これはさらにその後ルツェルンからゴッタルド峠を越えた交通を建設していくという構想も含んだものであった。
バーゼル動物園の公園広場を越えるバーゼルの高架橋は、1902年までアルザス線の予定線であった。今日ではこの高架橋は自動車と路面電車の系統1、8の運行に使われている。欄干の印はその名残である。

### 1854年のスイス中央鉄道の仮駅
1854年に、ハウエンシュタイン線の建設工事が始まった。バーゼルからリースタルへ至る最初の区間が開業するまで、バーゼルの駅をどの位置に建設するかが活発に議論されたが、決定には至らなかった。
1854年12月19日の開業に間に合わせるために、スイス中央鉄道はルードヴィッヒ・マリンク (Ludwig Maring) の設計による木造の仮駅をエンゲル通り (Engelgasse) とランゲ通り (Lange Gasse) の位置に設置した。
間に合わせとして建設された控えめな建物は6年しか用いられなかった。鉄道の設備としては、駅舎、貨物上屋、車両や機関車の車庫、線路終端にターンテーブルなどがあった。単に駅舎が線路の北東側の脇に建っていただけで、本格的なターミナル駅であるとは考えられていなかった。駅はスイス中央鉄道の線路の起点であるだけで、フランスの鉄道や、1855年にラインタール線が建設したバディッシャー駅などとの接続はなかった。

### 1860年の中央駅
1857年6月29日、バーゼル州議会はスイス中央鉄道とフランスの鉄道線を接続し、さらに恒久的な駅をエリザベス要塞 (Elisabethen-Bollwerk) の前に建設することを承認した。土地の購入費は町が負担した。
1859年の始めに、スイス中央鉄道はマリンクの設計による駅舎の建設を開始した。これには、グンデルディンゲン (Gundeldingen) 地区の旅客駅と、その脇に設置した貨物駅、2つの機関庫を含んでいる。機関庫のうち1つはスイス中央鉄道用で、もう1つは東部鉄道用のものであった（1854年にストラスブール・バール鉄道は東部鉄道に合併）。
1860年6月4日、新しいバーゼル中央駅が開業した。ただし全ての設備の完成には1861年5月まで掛かっている。駅の建物は北側を新しく建設した駅前広場に面して建っていた。この駅は共同使用駅で、駅から東へはスイスの鉄道が、西へはフランスの鉄道が伸びていた。貨物駅と機関庫は駅舎より南側に位置している。
その後のバーゼル中央駅関連の開業事項は以下の通り:
- 1873年11月3日、バディッシャー駅とバーゼル中央駅を結ぶバーゼル連絡線（ドイツ語版）が開業
- 1875年8月2日、スイス中央鉄道とスイス北東鉄道の手で、プラッテルン（ドイツ語版）、ラインフェルデンを経由してバーゼルとチューリッヒを結ぶベーズベルク線（ドイツ語版）が開業
- 1875年9月25日、バーゼルを西部スイスやフランシュ＝コンテと結ぶ、ビール、デル（フランス語版）へ向かうジュラ鉄道（ドイツ語版）とドレモンでの分岐線が開業

なおこの間、1871年に普仏戦争の結果としてアルザス＝ロレーヌ地方がフランス領からドイツ領になったため、フランス東鉄道のアルザス＝ロレーヌ地方内の区間はエルザス＝ロートリンゲン帝国鉄道となり、ドイツ領と結ぶ路線となっている。
増大し続ける交通量に対して、バーゼル中央駅の処理能力は限界に達していた。手始めに貨物列車の解結作業が1875年に駅の東側の"auf dem Wolf"仮操車場に移転した。さらに、町の交通の障害となっていた踏切をアルザス線と中央駅を通り抜ける地下道もしくは跨線橋により除去する検討が始まった。1874年には既に、歩行者用の仮の木造跨線橋がマルガレーテン通り (Margarethenstrasse) とオイマット通り (Heumattstrasse) に架けられ、これは後に鋼製のものに置き換えられた。1879年には、現在ではペーター・メリアン橋 (Peter Merian-Brücke) になっている場所で、プフェーフィンガー通り (Pfeffingerstrasse) が地下道で開通した。
鉄道の国有化に関する国民投票を受けて、1898年に連邦参事会が以下の通り決定した。
- 現在地で新しい中央駅を建設する
- 駅全体を2.7メートル掘り下げる
- アルザス線を町を囲む大カーブを描く半地下線にする
- ヴォルフ仮操車場 (provisorischen Rangierbahnhof Wolf) への貨物扱いと車庫の完全移転

### 1902年の中央駅仮駅
最終的な中央駅の建て替え計画は1899年にまとまった。1900年3月16日、連邦参事会が建て替え計画を承認した。駅とその取り付け線を掘り下げる工事は慎重な計画が必要であった。まず最初に貨物扱いがヴォルフ操車場に移転され、続いて1901年5月12日、アルザス線の新しい半地下式路線が開通した。
これによって空いた駅の南側の土地に仮駅が建設され、1902年6月2日に営業を開始した。同様に南側のギュター通り (Güterstrasse) の拡張も行われ、さらに2本の路面電車の路線の工事も行われた。仮駅舎は1907年6月24日まで営業し、その後仮駅舎は縮小されまた2本の路面電車路線がギター通りを越えて直通運転するようになった。
1902年から1903年にかけて旧駅舎は解体されている。

### 1907年のバーゼルSBB駅
1902年にスイス中央鉄道は新しく設立されたスイス連邦鉄道（SBB: Schweizerische Bundesbahnen、スイス国鉄）に移行した。これに伴い新しい駅はバーゼルSBB駅と呼ばれるようになり、スイス国鉄最初の大きな建築工事となった。
E.ファエシュとE.ラロッシュが設計した新しいバーゼルSBB駅は、1907年6月24日に営業を開始した。
駅の建物は、国際乗換旅客のために税関設備を併設したバーゼルSNCF駅が西側に建っているため、非常に長いのが特徴である。
非対称な駅舎の外観は当時の連邦建築の代表的なものである。内部は広く天井は高く造られている。建物は中央駅前広場に向けて建てられ、2つの時計塔の間に巨大なテューダー朝様式の窓を備えている。他でもなくバーゼルのターミナル駅であると誰でも容易に認識できる特徴がある。時計塔にある入口を入ると鉄骨製のアーチを備え木を敷き詰めた床のあるメインホールに出る。壁画は1920年代のスイスへの旅行者向けの広告を使っている。宿泊案内所と両替所が壁側にある。かつては手荷物託送や手荷物預かりの窓口がこのあたりにあったが、現在では地下へのエスカレーターや階段の途中付近に移っている。東側では現在の旅行センターで手荷物関連の扱いが行われている。北西側の棟では1等/2等客向けのレストラン（現在はミグロス（スイスのスーパー）になっている）と3等客向けのレストラン（現在は売店になっている）があった。駅はバーの存在で有名であった。しかしながらこうしたサービスは1990年代に次第に取りやめられていった。一部のレストランが残っている他は、こうした空間は綺麗に飾られて様々な商業用途に転用されている。駅前広場から西へ中央駅通り (Centralbahnstrasse) を行ったところに別な入口があり、アルザスへの列車が発着するバーゼルSNCF駅となっている。
プラットホームは方面別に分けて使われており、当初は私鉄時代と同じ配置であった。駅には14の番線があり、頭端式の1～3番線は当初はローカル輸送用であった。4～10番線は屋根で覆われていた。この屋根は1905年にバーゼルのブス社（Buss AG）が提供したもので、幅は93メートル、長さは120メートル（1・2番線）、230メートル（3・4番線）、200メートル（5～10番線）あった。4番線はフランス側の駅に通じておりその先は30番線となっている。フランスの電化方式である交流25000ボルト50ヘルツとスイスの電化方式である交流15000ボルト16.7ヘルツを切り替えることができるようになっている。駅の南側に複線の半地下線がありバーゼル操車場となっている。ムテンツ (Muttenz) とフランスの路線を結び、貨物列車の直通運行を行っている。
半地下に駅全体を掘り下げているため、駅の番線をこれ以上拡張することは難しいものとなっている。しかし、グンデルディンゲン地区への歩行者地下道を延長して南側に11番線と12番線を増設し、さらに2003年にはショッピングモールと14番線、15番線の建設を行っている。これにより1982年のタクトファールプラン（Taktfahrplan）導入とその後のバーン2000計画導入に備えて線路容量を増強している。さらに16番線と17番線を増設する計画が進められており、既に準備は整っている状況である。
2003年には、プラットホームホールの西側の端からメインホールまで線路の上を覆いグンデルディンゲン地区とプラットホームを相互に結びつける新しいペデストリアンデッキが完成している。このショッピングゾーンを備えたペデストリアンデッキは長さ185メートル、幅30メートルで、かつての暗く小さな地下道を置き換えている。地下道は現在では鉄道の運営管理の目的に用いられている。このペデストリアンデッキはスイス国鉄の新しい商業施策"RailCity"の一環である。
ペデストリアンデッキ建設に伴って、鉄道営業案内はメインホールからかつての手荷物扱い所の場所へ移転している。メインホールの旅客サービスカウンターも1987年に撤去されており、これによりメインホールはその広さをより強く印象付けられるようになった。

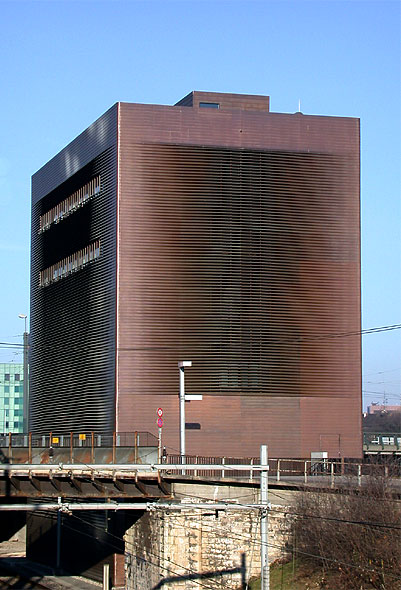
バーゼル信号扱所

1998年から1999年にかけてスイス国鉄の発注で新しい信号扱所が建設された。この目立つ建物はヘルツォーク&ド・ムーロン（Herzog & de Meuron）の設計によるものである。